# Župnija Kranjska Gora
Župnija Kranjska Gora je rimskokatoliška teritorialna župnija Dekanije Radovljica Nadškofije Ljubljana. Župnijska cerkev v Kranjski Gori je posvečena Mariji vnebovzeti.